# Bussus-Bussuel
Bussus-Bussuel är en kommun i departementet Somme i regionen Hauts-de-France i norra Frankrike. Kommunen ligger i kantonen Ailly-le-Haut-Clocher som tillhör arrondissementet Abbeville. År 2022 hade Bussus-Bussuel 306 invånare.

## Befolkningsutveckling
Antalet invånare i kommunen Bussus-Bussuel
| Referens: INSEE |